# Rhitrobiont
Rhitrobiont – gatunek strumieniowy, element rhitronu, gatunek związany z rhitralem, strefą strumienia zimnego i górskiego potoku, żyjący głównie w strefie strumienia, a w innych typach wód spotykany sporadycznie i przypadkowo (np. w rzekach, jeziorach, źródłach). Przykładem rhittobiontówbiontów są chruściki z rodziny Hydropsychidae (m.in. Hydropsyche saxonica), z rodziny Goeridae), z rodziny Limnephilidae.